# Jošavica (Bośnia i Hercegowina)
Jošavica (cyr. Јошавица) – wieś w Bośni i Hercegowinie, w Republice Serbskiej, w gminie Vukosavlje. W 2013 roku liczyła 136 mieszkańców.